# Jon Toral
Jon-Miquel Toral Harper, född 5 februari 1995 i Reus, mer känd som Jon Toral, är en spansk fotbollsspelare som spelar för grekiska OFI Kreta.

## Klubbkarriär
Jon Toral tillhörde Barcelonas ungdomsakademi fram till februari 2011. 
I augusti 2014 lånade Arsenal ut Toral till Brentford över resten av säsongen. Den 24 februari 2015 gjorde Toral ett hattrick i Brentfords 4–0-vinst över Blackpool.
Den 24 augusti 2017 värvades Toral av Hull City, där han skrev på ett treårskontrakt. Den 25 augusti 2020 värvades Toral av Birmingham City, där han skrev på ett ettårskontrakt med option på ytterligare ett år. Den 16 juli 2021 värvades Toral av grekiska OFI Kreta, där han skrev på ett treårskontrakt.